# Élections municipales de 2013 en Abitibi-Témiscamingue
Les élections municipales québécoises de 2013 se déroulent le 3 novembre 2013. Elles permettent d'élire les maires et les conseillers de chacune des municipalités locales du Québec, ainsi que les préfets de quelques municipalités régionales de comté.

## Abitibi-Témiscamingue

### Val-d'Or
| Pierre Corbeil                | n/d | 58,37 |
| Céline Gaudet                 | n/d | 24,62 |
| Marcel Jolicoeur              | n/d | 14,37 |
| Dominic Bernatchez            | n/d | 1,78  |
| Raynald Trahan                | n/d | 0,86  |
| Taux de participation : n/d % |     |       |